# Morro do Castelo
El Morro do Castelo (en español: 'cerro del Castillo') fue un accidente geográfico que existió en la ciudad de Río de Janeiro, Brasil. El morro fue uno de los puntos donde se fundó la ciudad en el siglo XVI y albergó hitos históricos de gran importancia como fortalezas coloniales y los edificios de los jesuitas. A pesar de todo ello, fue derruido en una reforma urbanística en 1922.

## Historia
En la cima de este morro fue trasladada en 1567 la ciudad inicialmente fundada por Estácio de Sá en la entrada de la bahía de Guanabara, al pie del Morro Cara de Cão (1565), en el contexto de la expulsión definitiva de los franceses de esta región. Después de derrotados los franceses y sus aliados indígenas en el morro de Glória y en la Isla del Gobernador, los portugueses, bajo el comando de Mem de Sá, encontraron adecuado que la ciudad quedara instalada en un punto elevado, en uno de los morros cercanos a la isla de Villegagnon, entonces llamado "Morro do Descanso", y que permitiese la construcción de bastiones que defendiesen la ciudad y su atracadero, la isla, y que también vigilase la entrada de la bahía de Guanabara.
Para ello construyeron una ciudadela amurallada y fortificada que incluyó, durante todo ese tiempo, el fortín bajo la invocación de Santiago (ver Fuerte de São Tiago da Misericórdia), una batería bajo la invocación de Santa Ana y una fortaleza llamada de São Januário (ver: Fortaleza de São Sebastião do Castelo), que acabaron por ser responsables por las distintas denominaciones del morro como São Tiago, São Januário, São Sebastião y, finalmente, "do Castelo".

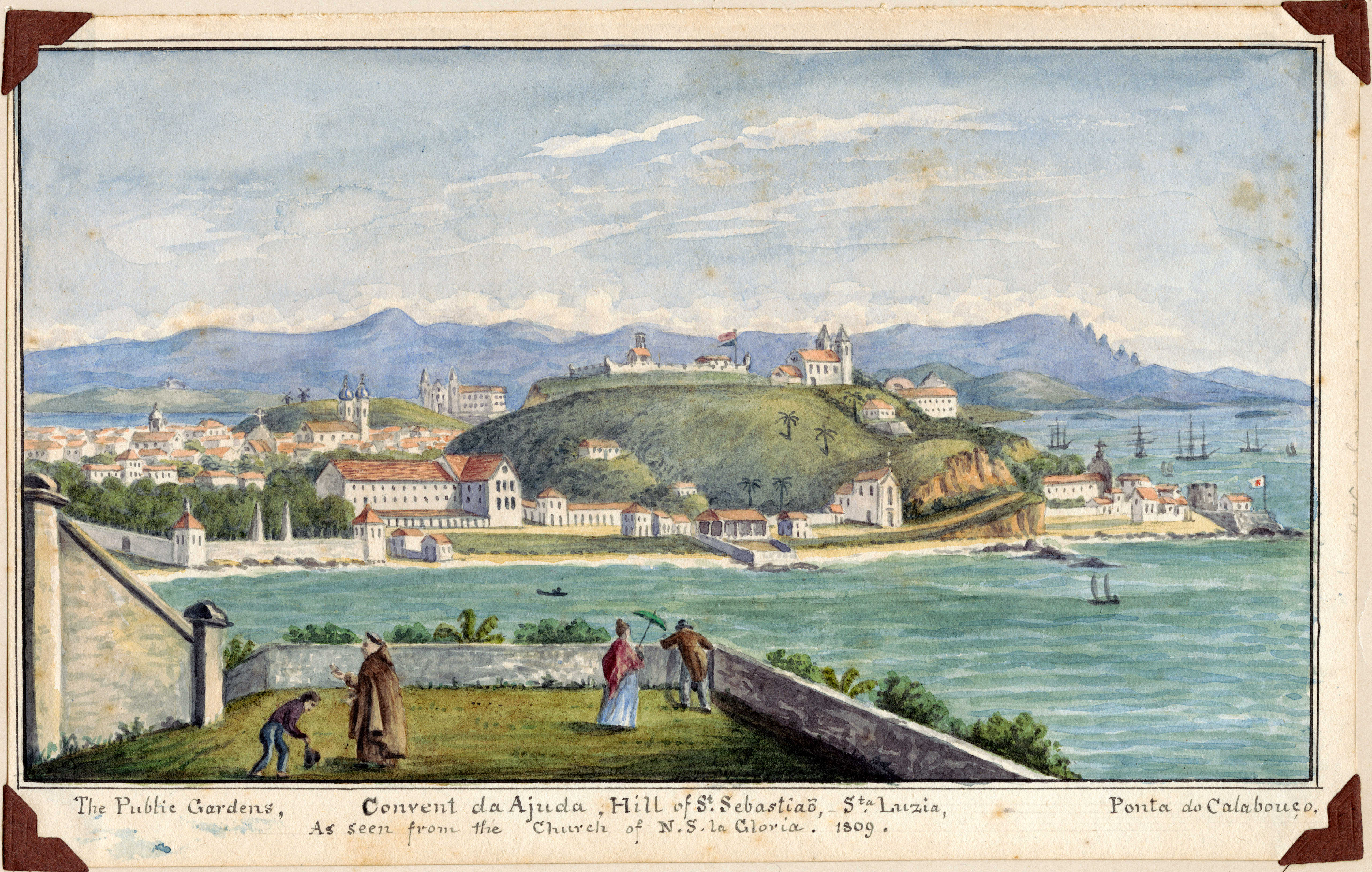
Morro do Castelo, con la Fortaleza y la iglesia de São Sebastião en la cima, en el canto izquierdo el Passeio Público, visto desde la terraza de la Iglesia de Glória, por Richard Bate en 1809

En el lugar fueron construidas las primeras Casa de la Cámara y la Cárcel, la Casa del Gobernador, el Colegio de los Jesuítas, los almacenes y también las iglesias de los Jesuitas y de São Sebastião, donde se instaló la primera catedral de la ciudad, y junto a la que se encontraba el hito de piedra de la fundación de la ciudad, traído desde su ubicación original a pies del morro Cara de Cão, así como los restos mortales del fundador, Estácio de Sá. Estas reliquias se encuentran hoy en la Iglesia de São Sebastião dos Capuchinhos, en Tijuca. A su pie, en la playa, la Santa Casa de Misericórdia - el primer hospital.

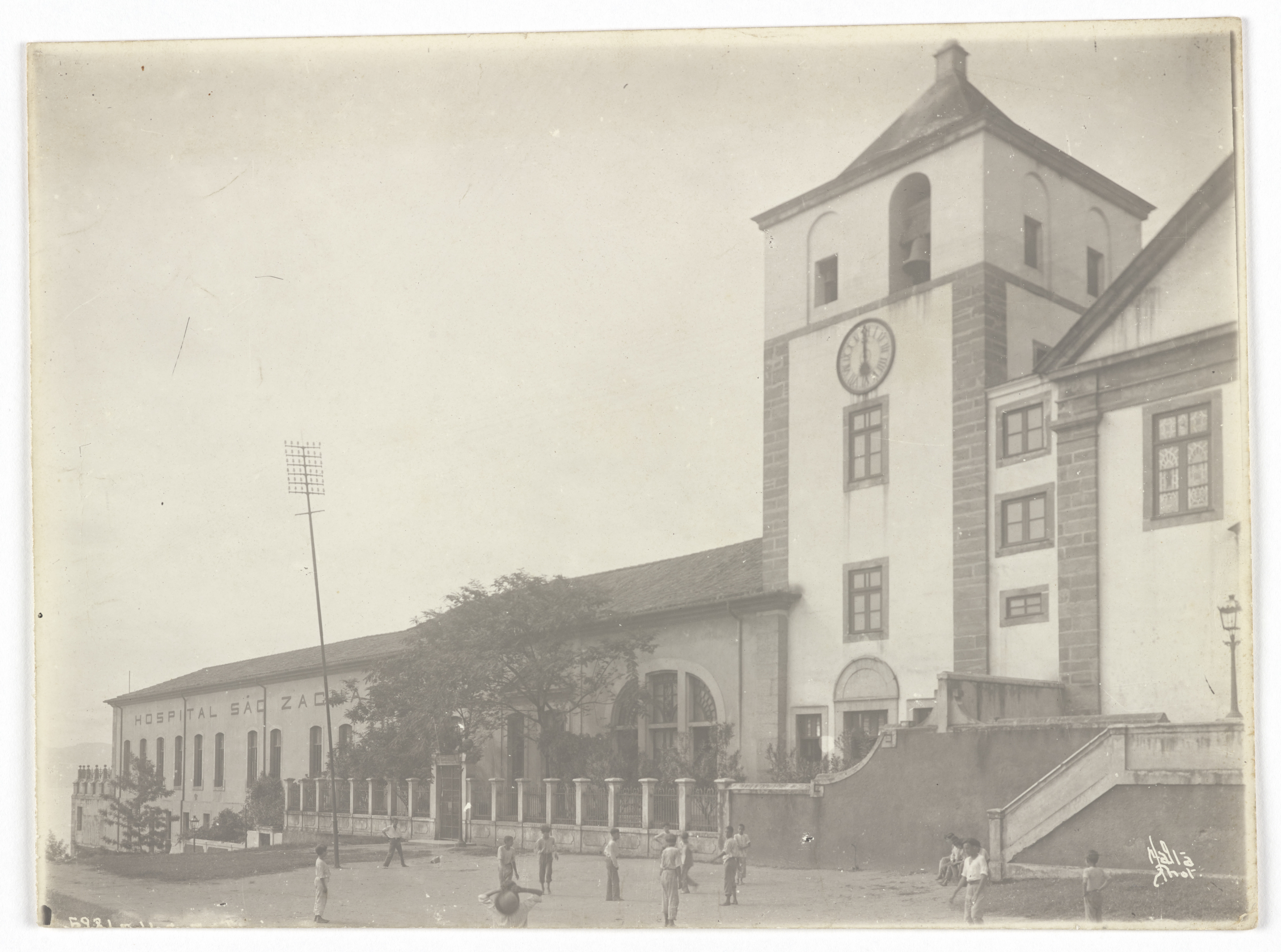
Iglesia de Santo Inácio o de los Jesuitas, en el Morro do Castelo, al lado del hospital São Zacharias, antiguo Colégio dos Jesuítas, donde la Facultad de Medicina funcionó en sus primeros años. Fotografía de Augusto Malta alrededor de 1920. Colección del Instituto Moreira Salles

Luego de la ocupación del morro, la población de la ciudad comenzó a ocupar la llamada Várzea, un área plana comprendida entre los tres morros (morro de São Bento, morro de Santo Antônio y morro da Conceição) que delimitaban, junto con el de Castelo, la ciudad durante el periodo colonial.

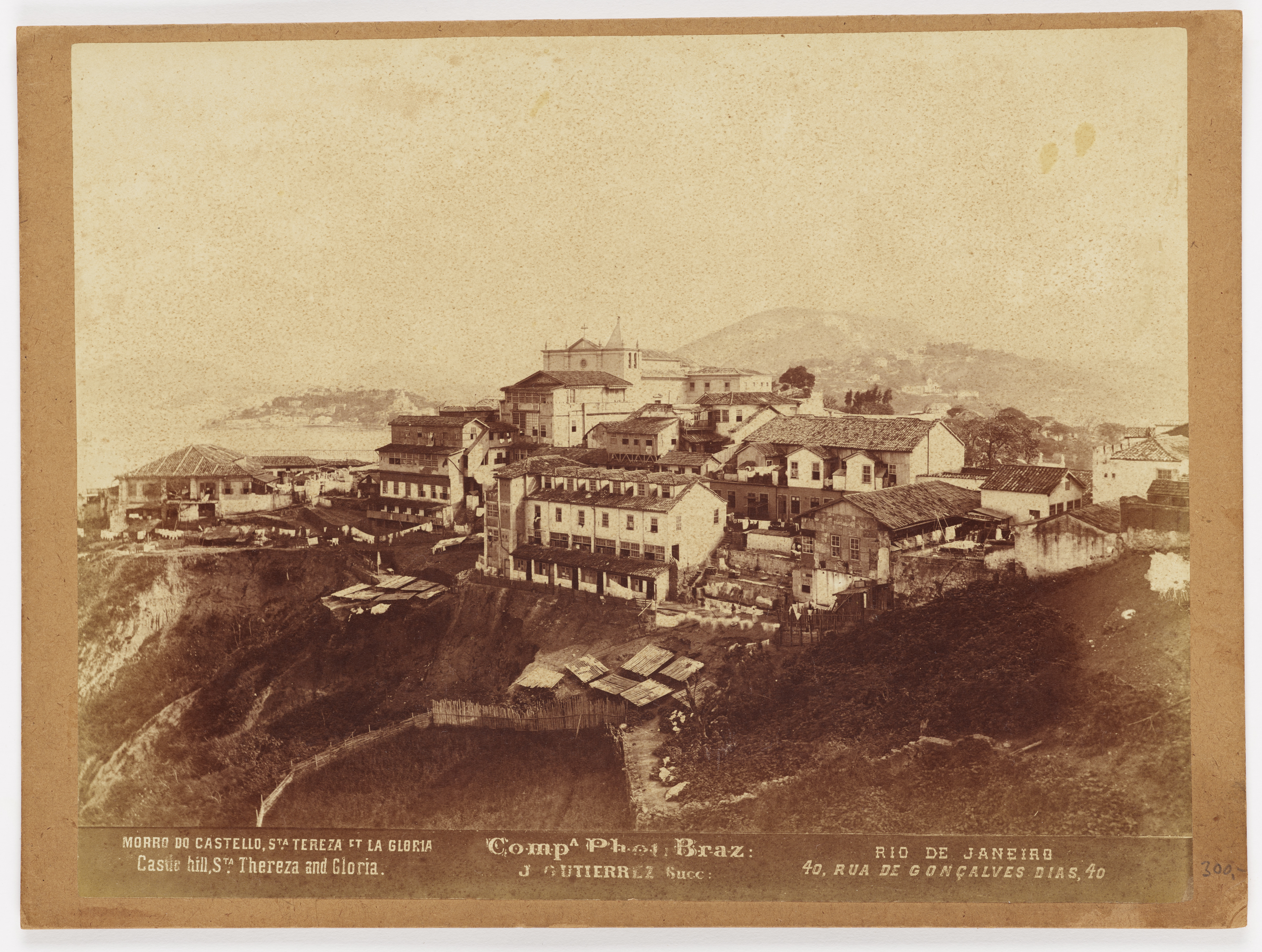
Morro do Castelo, con la iglesia de São Sebastião en la cima, fotografiado por Juan Gutiérrez de Padilla alrededor de 1890. Colección del Instituto Moreira Salles

El acceso al morro inicialmente se hacía por la Ladeira da Misericórdia, primeira vía pública de la ciudad. Posteriormente surgirán la Ladeira do Carmo (por la actual Plaza Mario Lago) y la Ladeira do Seminário o Ladeira do Poço do Porteiro (por la zona de la actual Cinelândia y la Avenida Rio Branco).

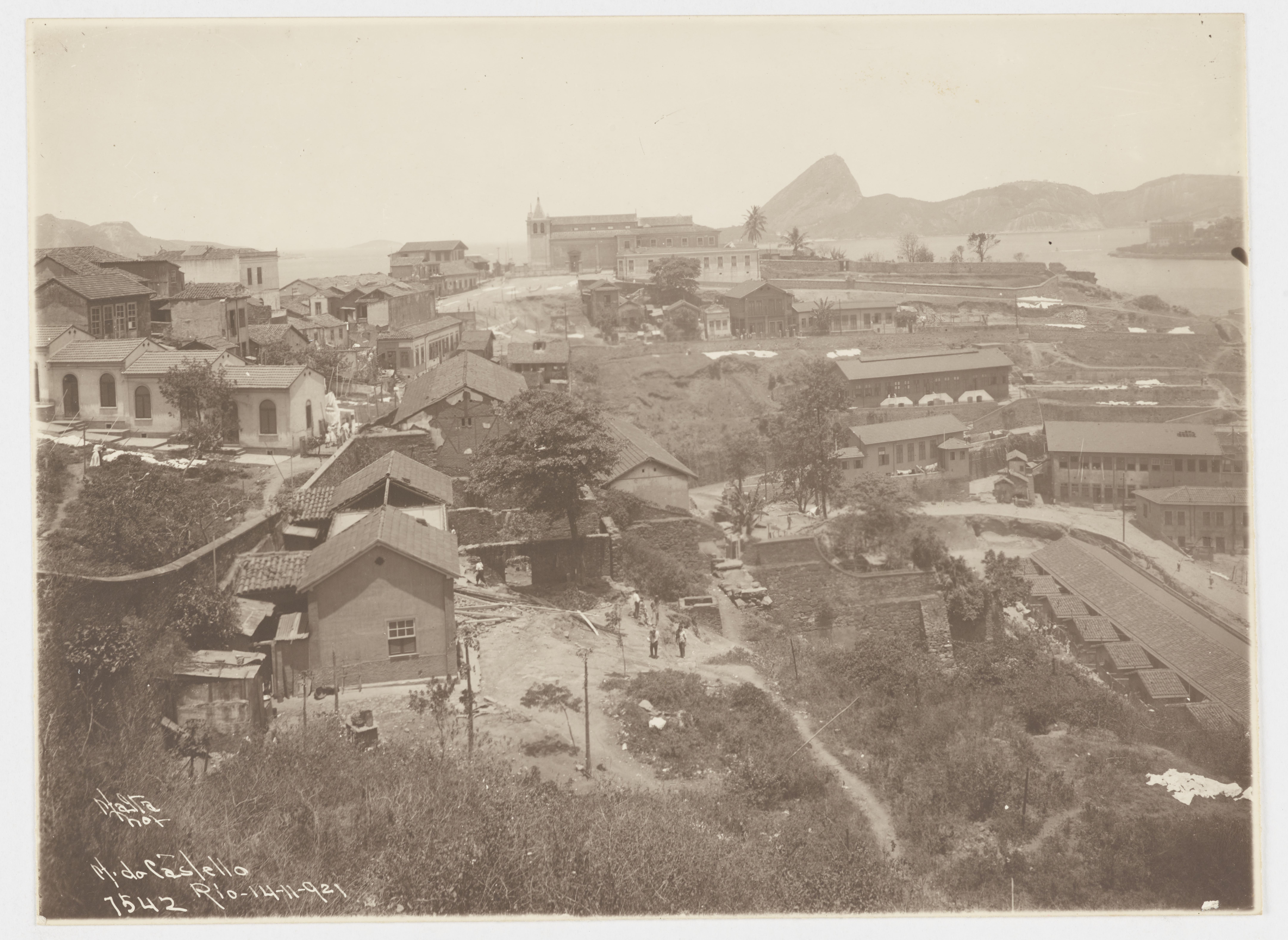
Morro do Castelo, con la Iglesia de São Sebastião y el Pan de Azúcar al fondo fotografía de Augusto Malta en 1921. Colecciónd el Instituto Moreira Salles

En el siglo XVI, el Morro de Castelo estaba ya saturado por ser demasiado pequeño. La población fue obligada a ocupar la parte llana que estaba llena de riachuelos. En consecuencia, se fueron rellenando lagunas, charcos y abriendo vegetación.

## Destrucción

Iglesia de São Sebastião dos Capuchinhos, en el cerro del Castillo, durante el traslado de los restos mortales de Estácio de Sá en 1922, antes de su demolición. Colección del Instituto Moreira Salles

Desde los tiempos de Dom João VI el cerro era considerado perjudicial para la salud de los cariocas porque dificultaba la circulación de los vientos y e impedía el drenaje natural de las aguas. A lo largo de los siglos fue gradualmente considerado inviable para el progreso y el urbanismo de la ciudad. 

Demolición del morro do Castelo, en el centro se ve la torre de la iglesia de San Ignadio (Jesuitas), al fondo algunos pabellones de la Exposición Internacional de 1922. Colección del Instituto Moreira Salles

Fue derruido en 1922 por el alcalde Carlos Sampaio con el motivo de ser un espacio tugurizado, lleno de caserones y cortiços, en el centro de la ciudad y de ser necesario para el montaje de la Exposición Internacional del Centenario de la Independencia.

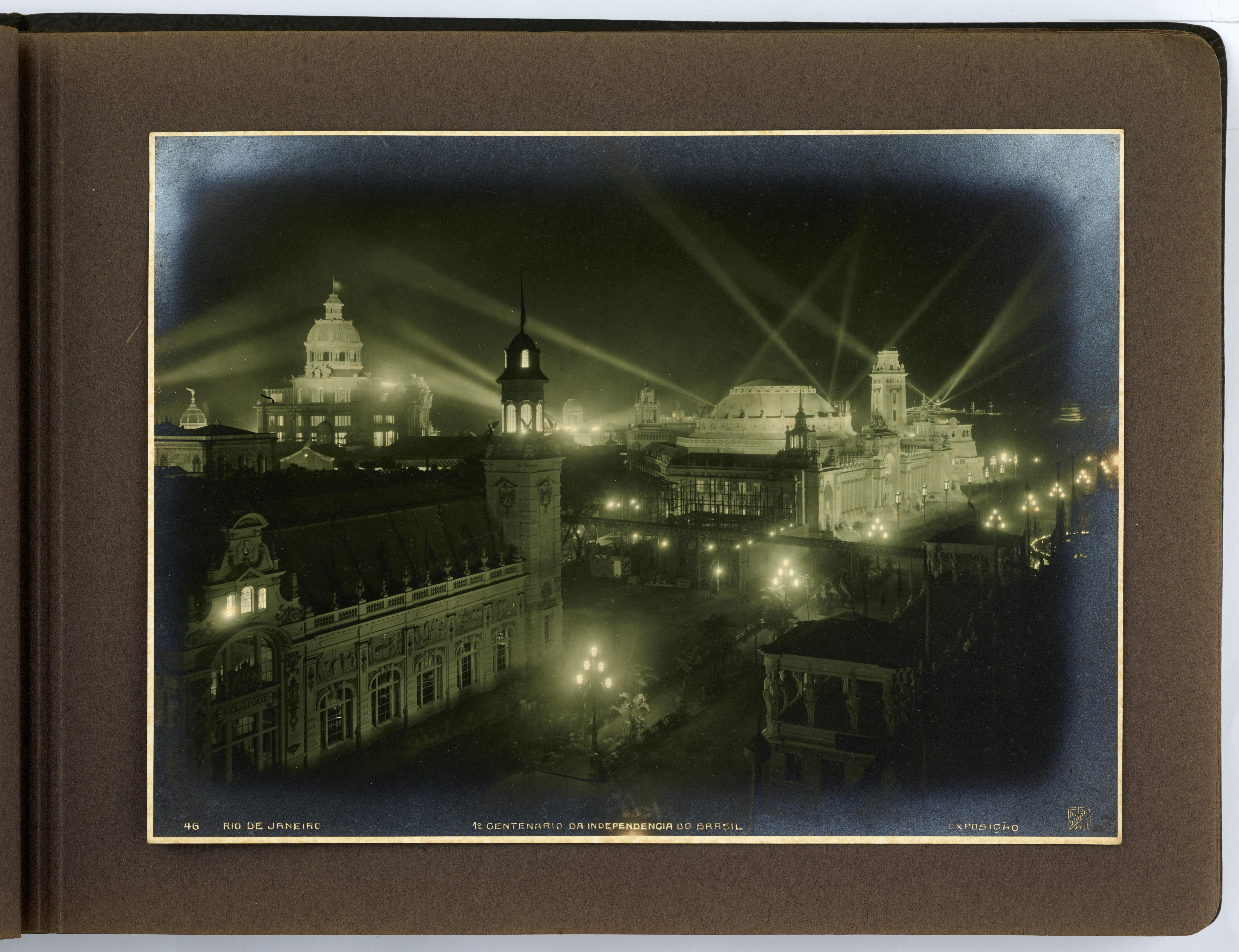
Gran iluminación en la Exposición Internacional del Centenario de la Independencia, en 1922. Entre los objetivos de ese evento estaba la modernización de la ciudad, tanto arquitectónica como tecnológicamente

Sus tierras fueron utilizadas para rellenar parte de Urca, de la Lagoa Rodrigo de Freitas, del Jardim Botânico y otras áreas bajas alrededor de la bahía de Guanabara.

Demolición del Morro do Castelo en 1922, con la iglesia de São Sebastião dos Capuchinhos en la cima y el

## La leyenda del Morro do Castelo
La leyenda del Morro do Castelo se refiere a un fabuloso tesoro escondido en galerías secretas en sus entrañas por los Jesuitas durante la época colonial. Tal vez originada en la época de las invasiones francesas de 1710 y 1711, esta creencia cobró fuerza tras la expulsión de la orden de Brasil en 1759 por orden del Marqués de Pombal:

udo o que de dentro sair, como o que de fora se lhe introduzir, será bem revisto e nada fechado e ainda as frutas como melancia, melão, abóbora, repolho e outras quaisquer desta criação e feitio, serão abertas para que de dentro não saia ou entre carta ou escrito algum.
Todo lo que de ella saliere, así como lo que se introdujere de fuera, será bien repasado y no se cerrará en absoluto, y las frutas como sandía, melón, calabaza, col y cualesquiera otras de esta creación y forma, se abrirán de manera que ninguna letra o escrito salga o entre de dentro.

En respuesta, el Gobernador y Capitán General de la Capitanía de Río de Janeiro, Gomes Freire de Andrade, informó a la Metrópoli:

O dinheiro que se achou pertencente ao Colégio [dos Jesuítas] foi tão somente a quantia de quinhentos mil duzentos e vinte réis, o que é quantia diminuta à proporção do grande rendimento desta casa.
El dinero encontrado perteneciente al Colegio [de los Jesuitas] era sólo la suma de quinientos mil doscientos veinte réis, suma ínfima en proporción a la gran renta de esta casa

La leyenda fue explorada a finales del siglo XIX por renombrados nombres de la literatura brasileña como Machado de Assis, Joaquim Manuel de Macedo y Lima Barreto. Este último cubrió el descubrimiento de un túnel como reportero del Correio da Manhã en 1905, durante las obras de apertura de la Avenida Central (actual Avenida Rio Branco).
Los investigadores creen ahora que los túneles existieron realmente aunque sin ninguna relación con el supuesto tesoro. Documentos del siglo XIX revelan algunos datos curiosos como la queja de un residente contra un vecino que excavaba en la parte trasera de su casa con la esperanza de encontrar alguna moneda de oro de los jesuitas, o la petición manuscrita del bachiller mineiro Nominato de Assis, quien, en 1863, intentó que el Marqués de Olinda, entonces presidente del Consejo de Ministros del Imperio, le diera un trabajo o una concesión para excavar la colina. Posteriormente, en 1875, el pernambucano Trajano de Martins obtuvo una licencia para realizar las excavaciones: uno de los financiadores de la empresa fue el barón de Drummond.
Con el descubrimiento de un túnel en 1905, las viejas historias recobraron fuerza, e incluso apareció un mapa de las galerías y un inventario del tesoro que mostraba 67 toneladas de oro así como una imagen de tamaño natural de San Ignacio de Loyola, también en oro, con ojos de brillantes y dientes de perlas. Seis años más tarde, la información del mapa sería confirmada en las páginas de la Revista Ilustrada, que, en julio, publicó un artículo sobre el subsuelo de Morro do Castelo, visitado por el reportero Pires do Rio en compañía de un fotógrafo que accedió a las galerías desde un aljibe del antiguo Colégio dos Jesuítas, recorriendo todo el trayecto hasta la antigua playa de Santa Luzia (actual rúa de Santa Luzia).
La red estaría formada por otros tres túneles, partiendo de una sala de piedra, popularmente denominada Sala dos Concílios (en español: Sala de los Consejos), uno en dirección a la ladeira de la Misericórdia (cuyo tramo inicial aún existe hoy), otro en dirección a la rúa da Quitanda y el último en dirección a la actual Avenida Rio Branco. Estas dos últimas estarían conectadas por otro túnel, lo que haría un total de cinco rutas. Sin embargo, el reportero de 1911 no pudo encontrar ningún rastro del preciado oro.
Las hipótesis modernas sobre la finalidad de estas galerías son:
- servirían para trasladar a los religiosos de un punto a otro de la ciudad antigua en caso de peligro;
- servían de red de abastecimiento de agua potable para el Colégio dos Jesuítas, el Seminario de São José y la Fortaleza de São Sebastião do Castelo; y
- sirvieron como depósitos de alimentos.